# بندر آمستردام
بندر آمستردام (به هلندی: Haven van Amsterdam) یک بندر در شهر آمستردام در استان هلند شمالی در کشور هلند است. این چهارمین بندر پرتردد در اروپا از نظر تن بار است که حمل می‌شود. این بندر در کرانه یک خلیج سابق به نام IJ و کانال دریای شمال واقع شده‌است که با آن به دریای شمال متصل است. این بندر اولین بار در قرن سیزدهم مورد استفاده قرار گرفت و یکی از اصلی‌ترین بنادر کمپانی هند شرقی هلند بود. در قرن هفدهم بندر آمستردام دومین بندر بزرگ هلند بود. در سال ۲۰۱۴ بندر آمستردام ۹۷٫۴ میلیون تن محموله داشت که بیشتر آن محموله‌های فله بود.

## تاریخچه
اولین فعالیت‌های بندری در آمستردام به قرن سیزدهم برمی‌گردد. در دوران طلایی هلند این بندر یکی از بنادر اصلی کمپانی هند شرقی هلند محسوب می‌شد. کانال هلند شمالی که آمستردام را به دن هلدر متصل می‌کند بین سال‌های ۱۸۱۹ و ۱۸۲۴ حفاری شد. کانال دریای شمالی که آمستردام را به ای‌مایدن متصل می‌کند بین سال‌های ۱۸۶۵ و ۱۸۷۶ حفاری شد.

## همکاری بین‌المللی
بندر آمستردام با بنادر شهرهای زیر ارتباط دارد:
- بندر آکرا، غنا
- بندر پکن، چین
- بندر کیپ‌تاون، آفریقای جنوبی
- بندر هالیفاکس، کانادا (۲۰۱۹)
- بندر سن-پدرو، ساحل عاج
- بندر تیانجین، چین
- بندر شیامن، چین
- گوانگیانگ، کره جنوبی (۲۰۱۸)

## نگارخانه

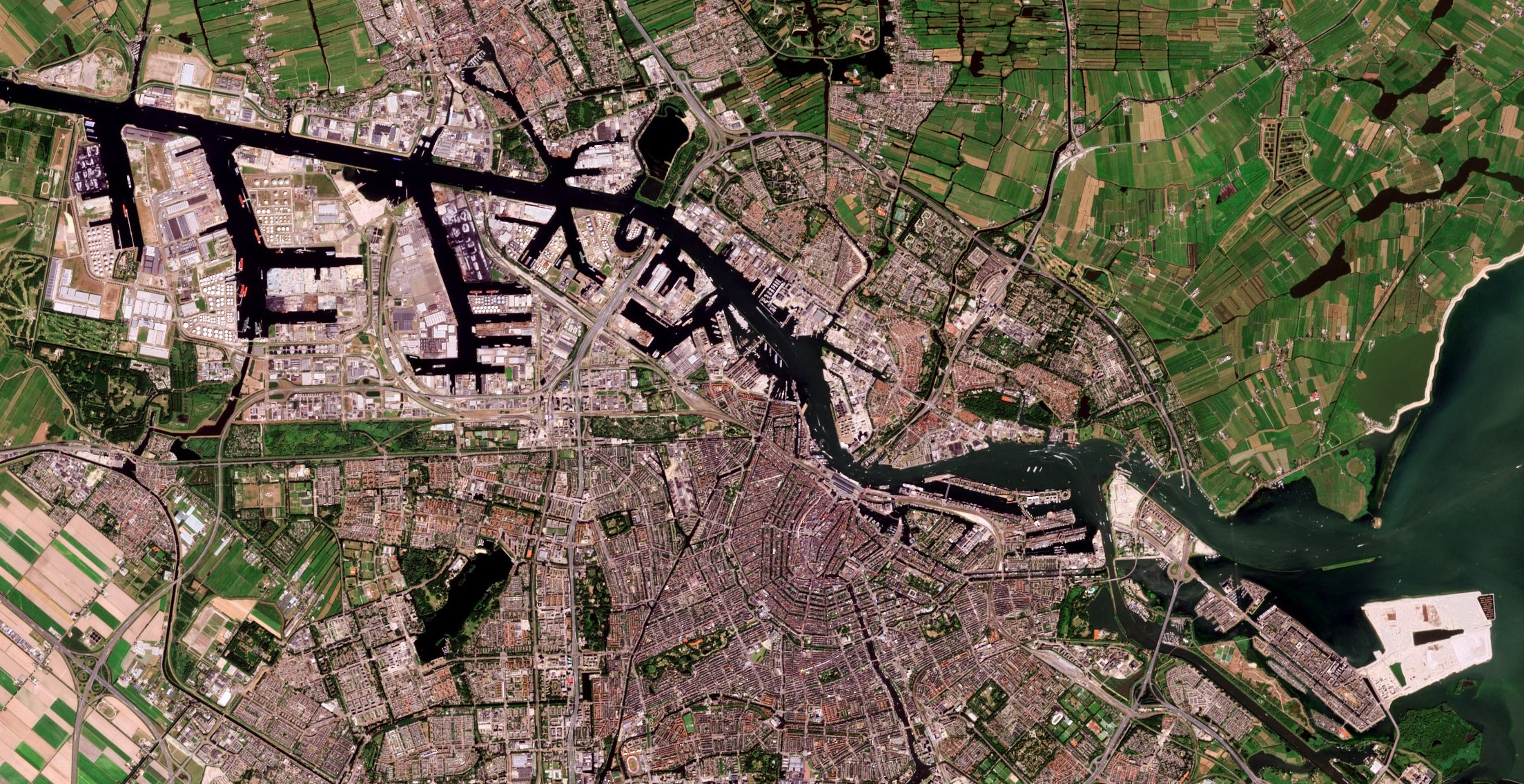
تصویر ماهواره‌ای از بندر آمستردام
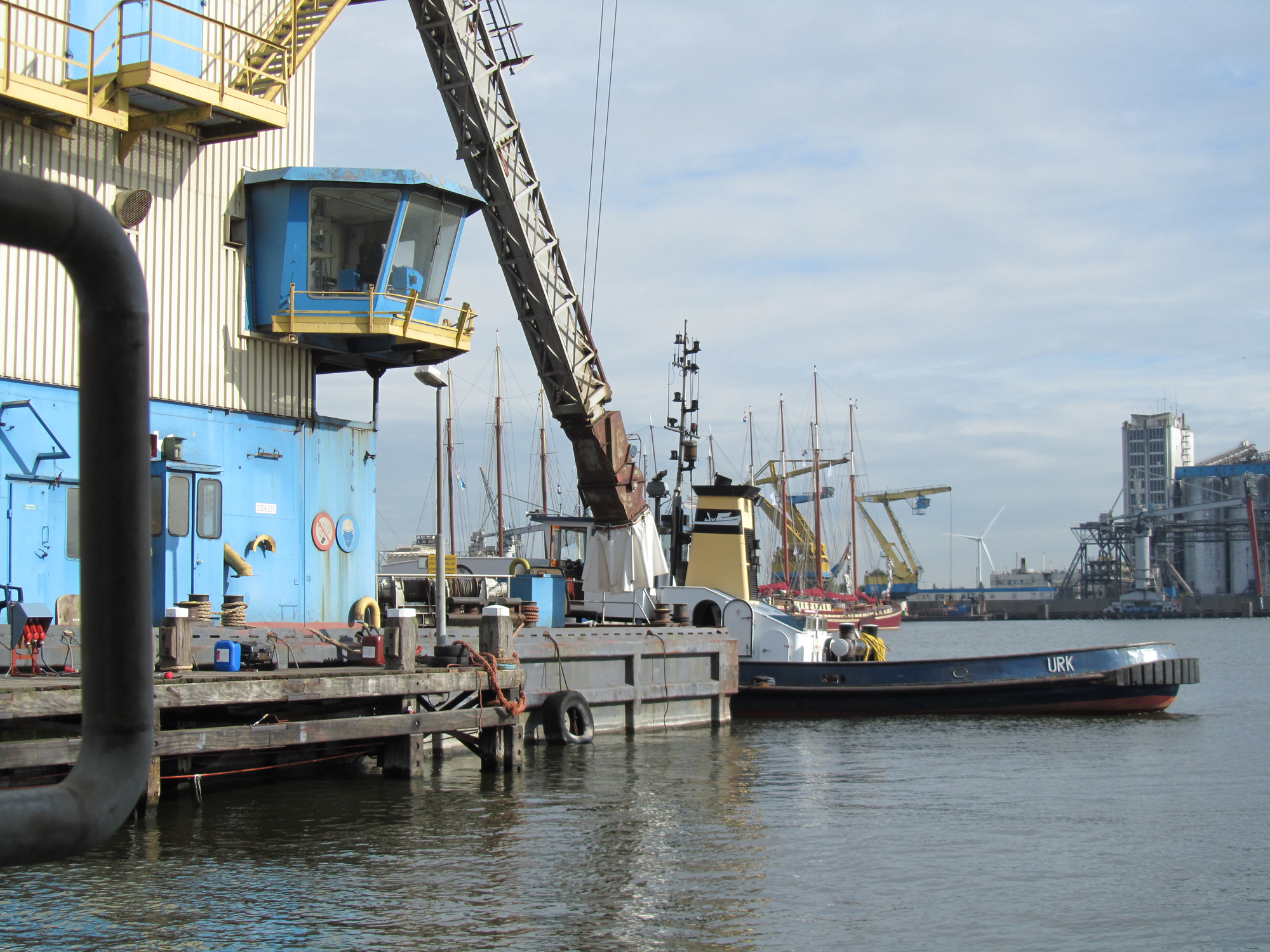
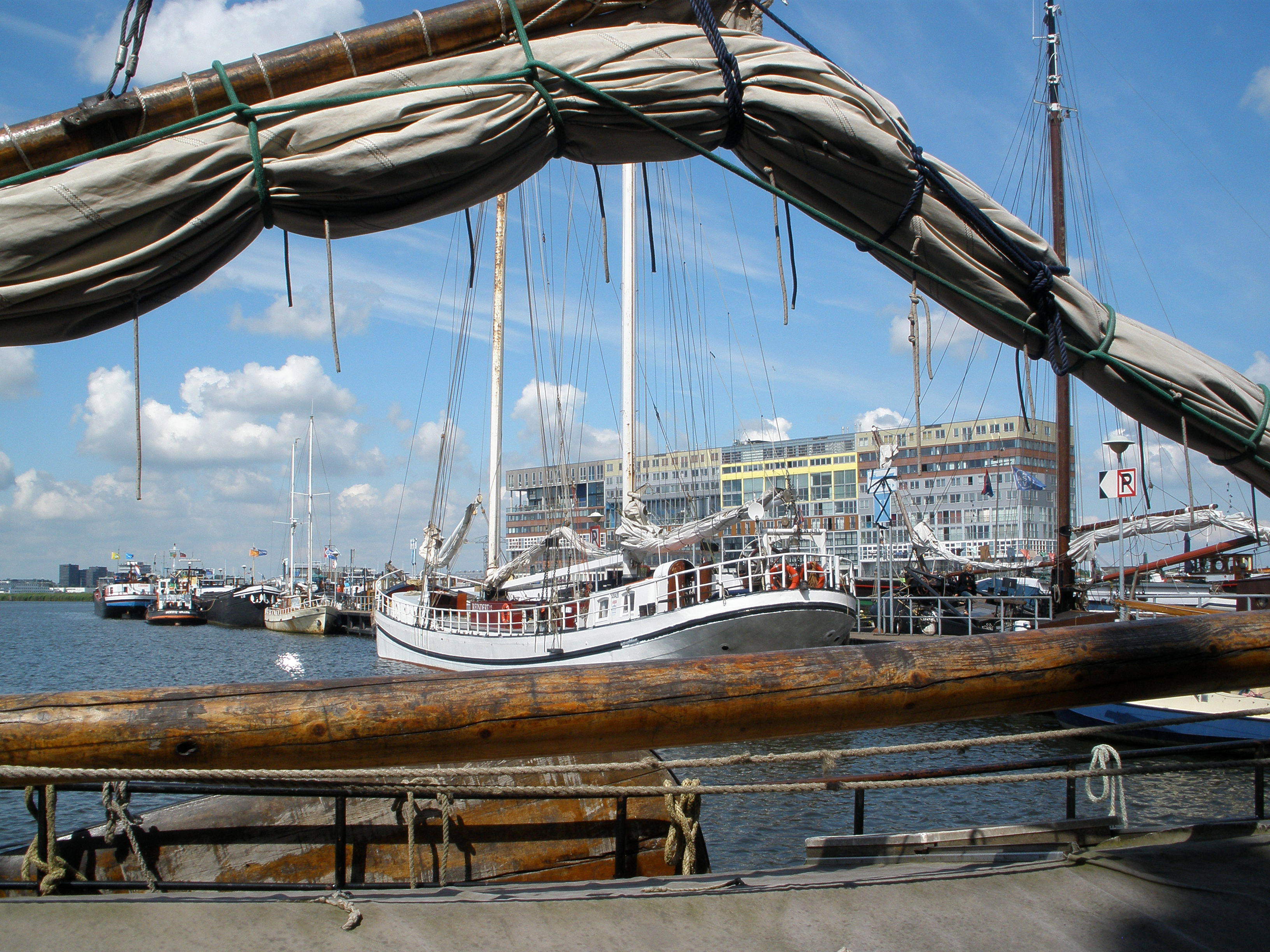
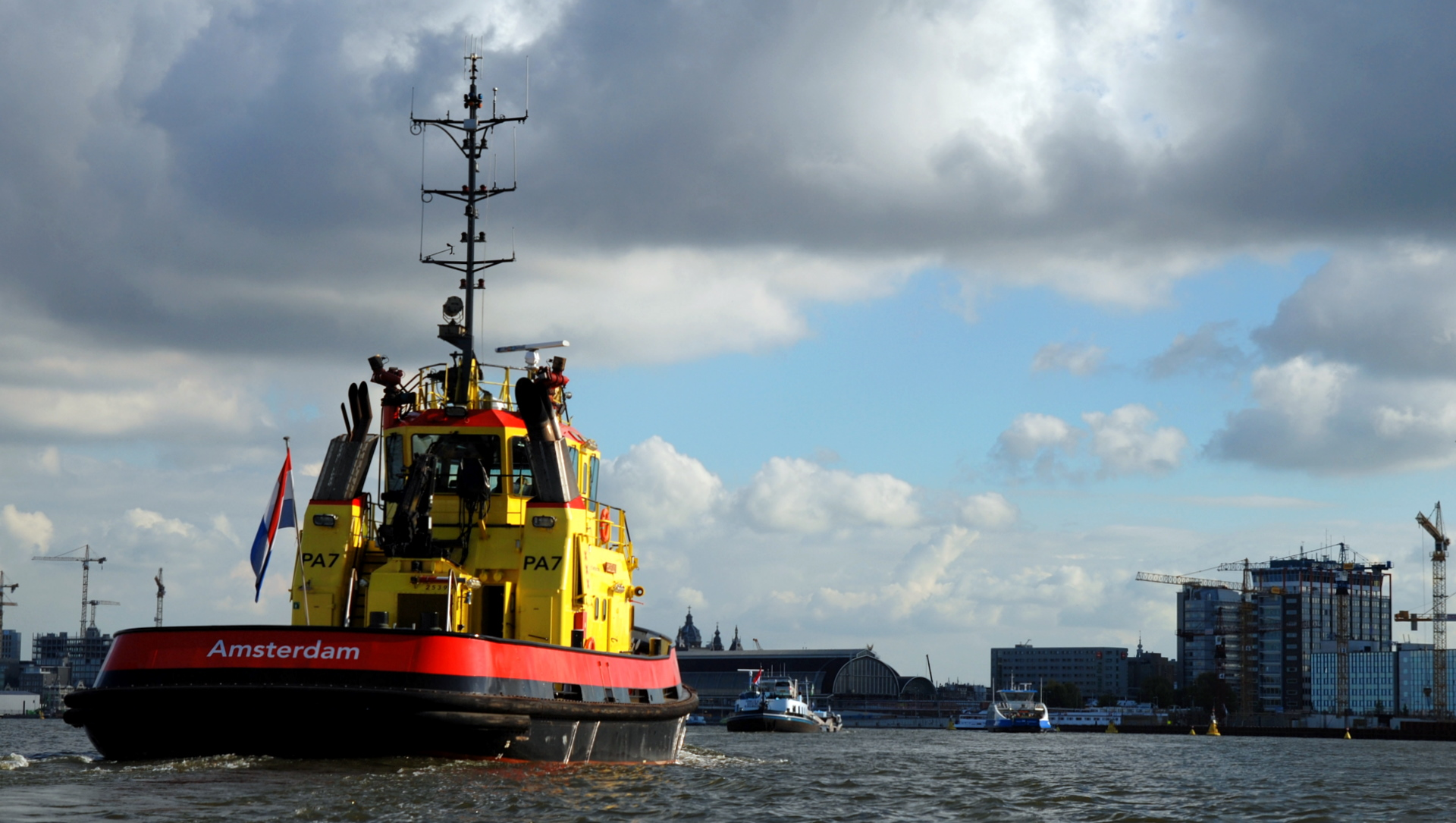
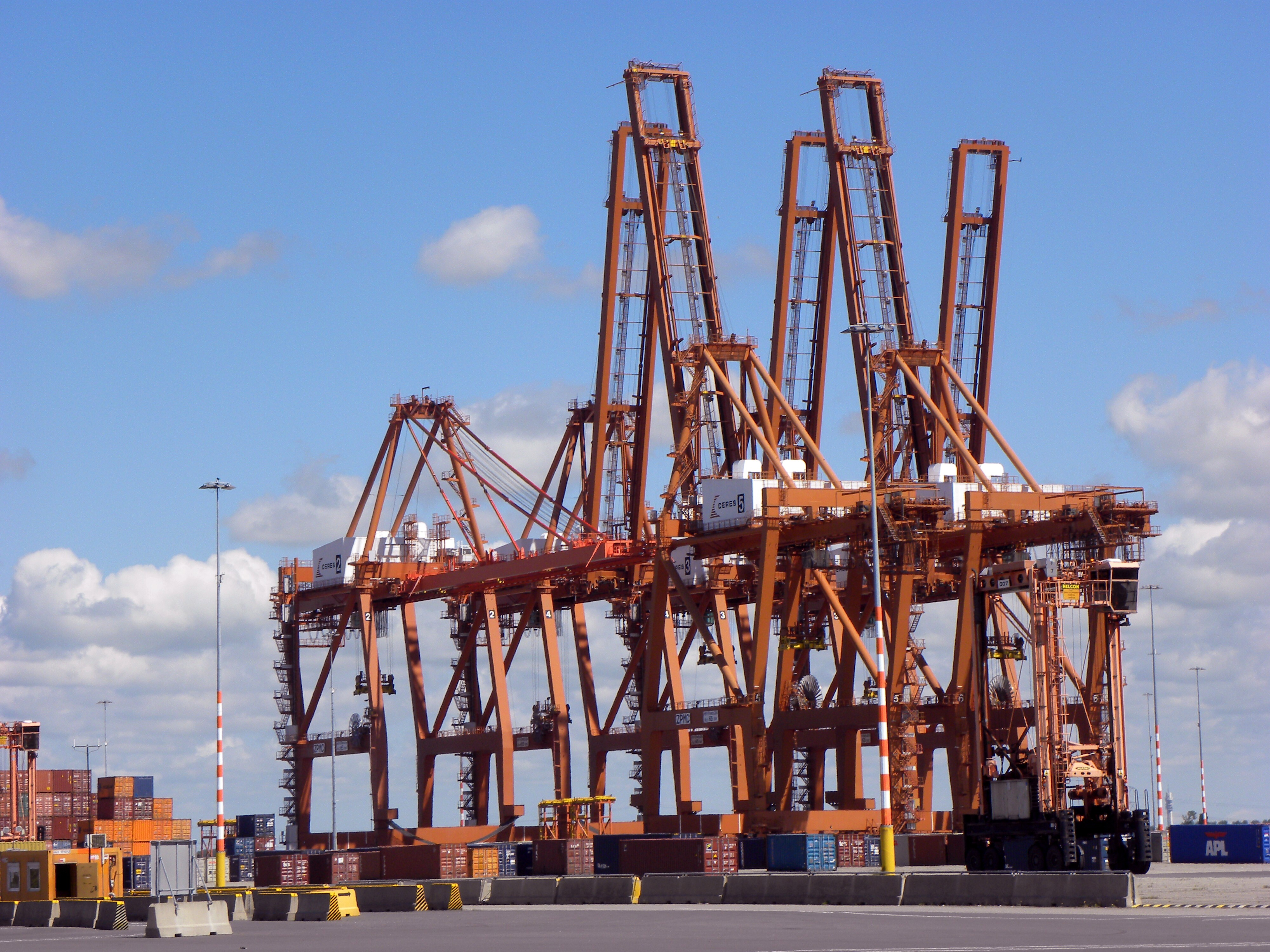
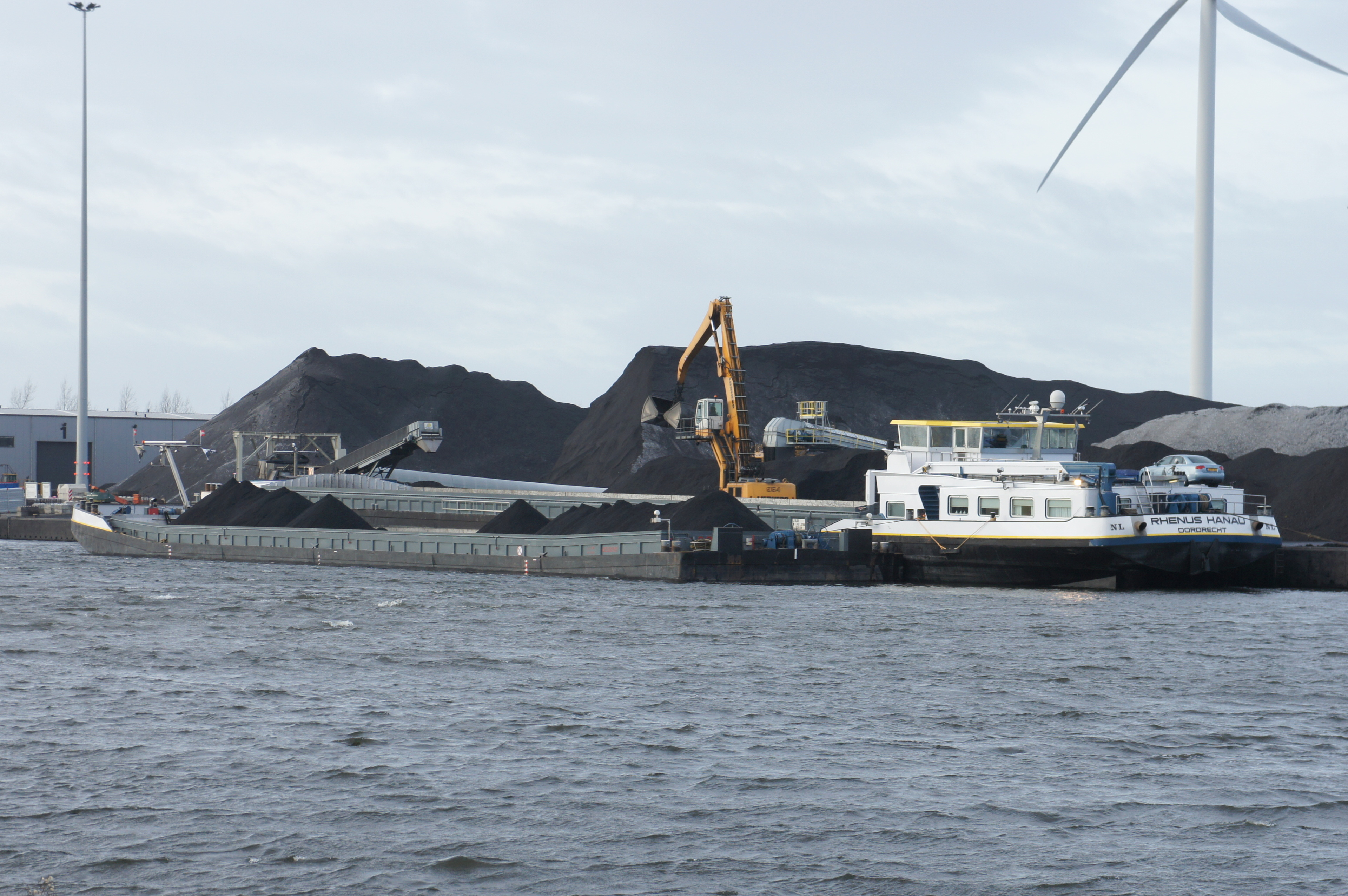
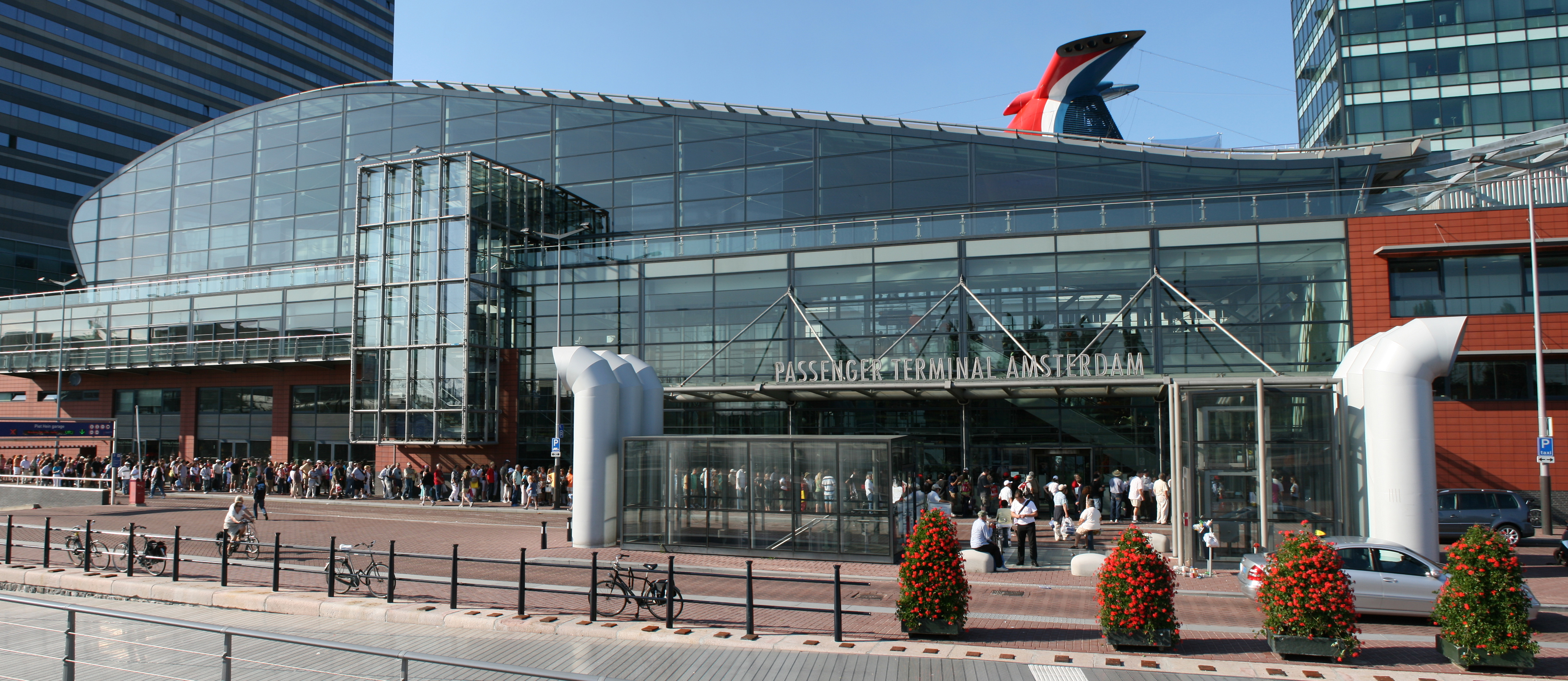
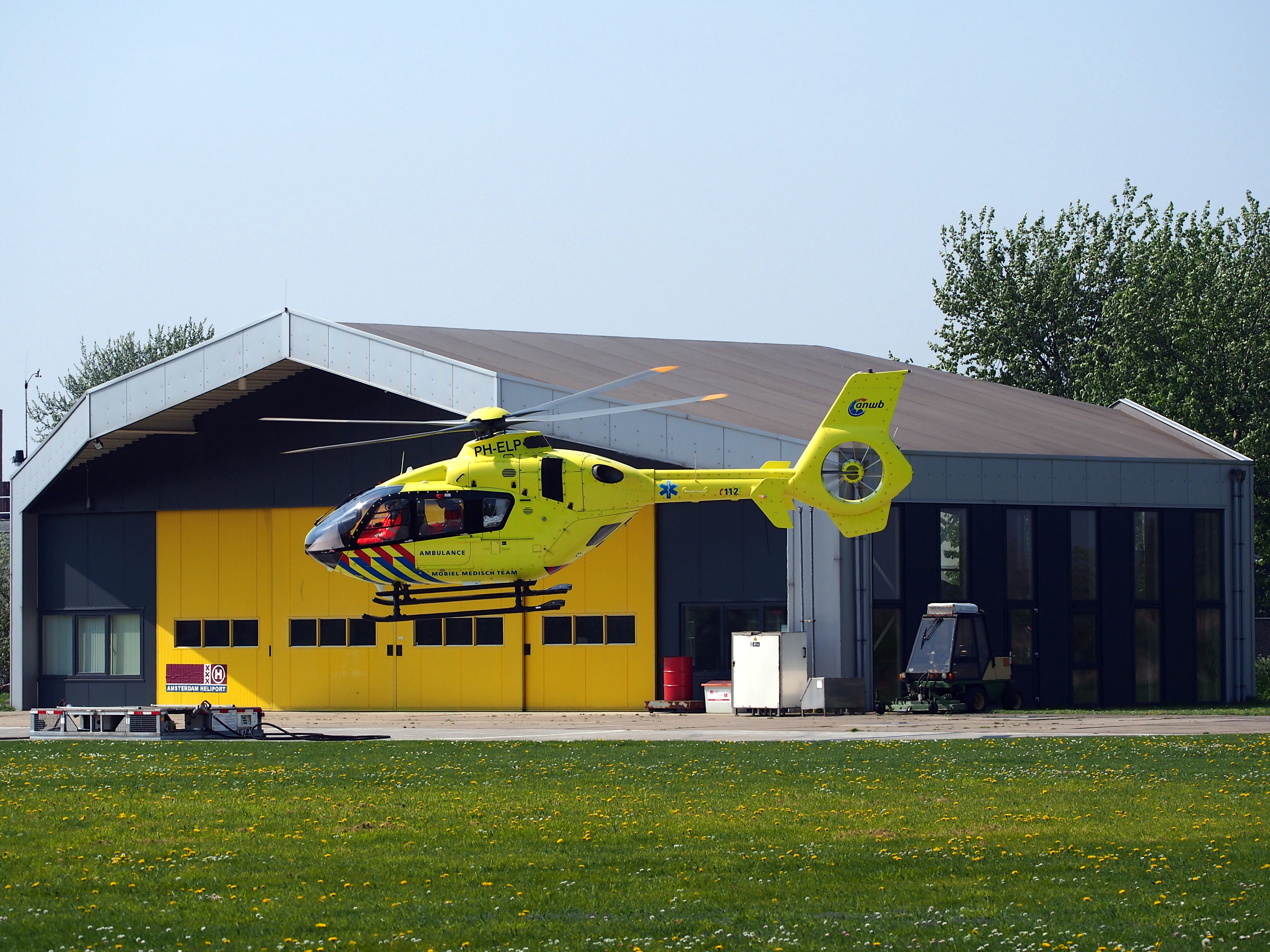